# مونشهاجن
مونشهاجن هي بلدية في منطقة روستوك، في مكلنبورغ-فوربومرن، ألمانيا.
إحدى أهم المناطق الاستراتيجية في ألمانيا ذو كثافة سكانية معتبرة

## جغرافية
تقع بلدية مونشهاجين في شرق مدينة روستوك الهانزية في منطقة يغلب عليها الطابع المسطح ويتم تصريفها بواسطة مجرى نهر بيزر باخ في خليج بريتلينغ. يقع ساحل بحر البلطيق علي بعد 10 كيلومترات فقط من مونشهاجين (الشاطئ في ماركجرافينهايد).
تنتمي قرية هاشندورف إلى مونشهاجين (تأسست عام 1970).